# Agricultura de Honduras
La agricultura es una de las industrias más importantes de Honduras, ya que el país es exportador neto de alimentos. En Honduras se cuenta con dos millones setecientas mil hectáreas de tierra cultivable (equivalente a aproximadamente 4 millones de manzanas), lo que supone el 24% de la superficie terrestre del país.

## Historia
Entre los pueblos indígenas de Honduras había grupos nómadas y sedentarios. Estos últimos se asentaron en distintas zonas del actual territorio de Honduras. La agricultura en la zona se remonta a unos 7 mil años, y entre los cultivos utilizados estaban el maíz y los frijoles.
Las prácticas agrícolas europeas afectaron significativamente al paisaje de Honduras, dejando muchas huellas físicas. Los colonos trajeron ganado de Europa, lo que provocó muchos cambios en la tierra. Los animales de pastoreo necesitaban mucha tierra y alimentos para subsistir y, debido al pastoreo, se destruyeron los pastos nativos, que empezaron a ser sustituidos por especies europeas.
Honduras cuenta con 300 mil familias de agricultores, de modo que cada familia puede cultivar 13 manzanas de tierra en Honduras. Sin embargo, 100 mil familias (180 mil trabajadores), es decir, el 33% de la población campesina, no tienen acceso a la tierra, mientras que sólo se utiliza el 50% de la tierra.

## Producción
En 2018, Honduras produjo 5,5 millones de toneladas de caña de azúcar, 2,5 millones de toneladas de aceite de palma, 771 mil toneladas de plátano y 481 mil toneladas de café, sus principales cultivos. Además, produjo 704 mil toneladas de maíz, 261 mil toneladas de naranja, 293 mil toneladas de melón, 127 mil toneladas de frijol y 81 mil toneladas de piña, además de rendimientos menores de otros productos agrícolas como sandía, patata, tomate, repollo, pomelo, sorgo, junto a otros.

## Productos
Los principales productos agrícolas que produce Honduras son los siguientes:

#### Bayas
1. Café

1. Banano
2. Plátano
3. Piña
4. Melón
5. Ciruela
6. Mora
7. Aguacate
8. Maracuyá
9. Mango
10. Cacao
11. Marañón
12. Coco
13. Fresa
14. Camote
15. Ayote
16. Berenjena
17. Licha[3]

#### Cítricos
1. Naranja
2. Pomelo
3. Limón
4. Mandarina
5. Lima

#### Hortalizas
1. Tomates
2. Cebolla
3. Pataste
4. Espinaca
5. Brócoli
6. Lechuga
7. Repollo
8. Zanahoria
9. Sandía
10. Chile
11. Papas
12. Pepino
13. Acelga
14. Yuca
15. Remolacha

#### Leguminosas
1. Frijol
2. Cacahuate

#### Hierbas aromáticas
1. Culantro
2. Albahaca
3. Perejil
4. Ajo
5. Apio
6. Jengibre

#### Gramíneas
1. Maíz
2. Elote
3. Caña de azúcar

#### Productos derivados
1. Azúcar
2. Tortilla

## Acuicultura
Honduras tiene dos océanos y el lago de Yojoa, por lo que, además de la agricultura, también ha desarrollado la acuicultura desde 1936. Generando 127,7 millones de dólares en 2000 y 152 millones de dólares en 2004, es un sector que se ha mantenido en continuo crecimiento desde entonces. En 2012 se exportaron 2280 millones de dólares. Entre sus productos destacan:
1. Curil
2. Camarón
3. Caracol marino gigante
4. Tilapia
5. Carpa común
6. Cangrejo
7. Huevos de tortuga

## Ganadería
La ganadería es otro sector económico muy importante en Honduras, entre sus principales productos se encuentran los siguientes:
1. Res
2. Pollo
3. Cerdo
4. Huevo
5. Leche
6. Queso fresco
7. Queso seco
8. Cuajada
9. Mantequilla
10. Mantequilla crema
11. Mantequilla rala
12. Quesillo
13. Requesón

## Apicultura
Otro sector importante es la apicultura, donde se cultivan nidos o colmenas de abejas y avispas para extraer su miel. Entre sus productos destacan:
1. Cera
2. Propóleo
3. Miel de avispa
4. Jalea real

## Inversión gubernamental
El gobierno hondureño ha invertido en el sector agrícola durante muchas administraciones, incluidas las de los expresidentes Coronado Chávez y Marco Aurelio Soto. Hasta 1988, la inversión por parte del gobierno era del 11% de su presupuesto, que disminuyó al 2% en 2014.

## Motor económico
La agricultura ha sido el motor económico de Honduras desde sus inicios. En 2011, las exportaciones de productos agrícolas generaron 1460 millones de dólares, lo que representa el 54% de todos los productos exportados. El café generó $722.6 millones de dólares en 2011, mientras que 2012, generó 1440 millones de dólares. 

## Minifundios y latifundios
En Honduras existen 178,350 propiedades, de las cuales el 67% son minifundios, aunque estas propiedades representan en su mayoría tierras no aptas para la agricultura.
Honduras tiene más de 667 latifundios; 667 propiedades son más significativas que 349 hectáreas (500 manzanas), totalizando 667 mil hectáreas (953 mil manzanas), que es el 27% de la superficie total de Honduras. Estas 667 propiedades son sólo el 0.4% del número de propiedades.
En 1965, la Tela Railroad Company y la Standard Fruit Company controlaban más del 50% de los latifundios de Honduras, de los cuales 85 mil manzanas pertenecían a la Tela Railroad Company, mientras que ésta sólo utilizaba el 50% de estas tierras. En 1975, los militares en el poder anunciaron la expropiación de 22 mil manzanas sin cultivar de la Standard Fruit Company, donde se asentaron muchos campesinos sin tierra. Así nació la Empresa Asociativa Campesina de Isletas (EACI).

## Actualidad
La agricultura sigue es el motor económico de Honduras, siendo la principal fuente de trabajo y el principal producto de venta tanto dentro como fuera Honduras, siendo así su principal sector de exportación.

### Agricultura en el CREM
El Centro Regional de Entrenamiento Militar (CREM), ubicado en Trujillo, Colón, fue utilizado en 1960 para el entrenamiento de la Contras que combatía en Nicaragua.
En 1991, el MCA inició acciones para legalizar 5724 hectáreas de tierra transferidas de la Procuraduría General de la República al Instituto Nacional Agrario (INA), a través de la reforma agraria. En 2000, 700 familias y organizaciones campesinas como el MCA cultivaban 30 manzanas de pasto, 280 manzanas de palma africana y una planta descremadora de leche.
La Corporación Cressida comenzó a sembrar palma africana en el CREM en 2003. La finca Tumbador de la Corporación Cressida de Miguel Facussé ocupaba un área de 550 hectáreas que formaban parte del CREM.

### Conflicto del Bajo Aguán
El conflicto del Bajo Agúan se trata de un conflicto violento entre 300 mil campesinos y tres terratenientes, Miguel Facussé, René Morales y Reynaldo Canales, en el que han sido asesinadas 128 personas, entre ellas 90 campesinos, 14 guardias privados, 7 empresarios, un militar y un policía.

### Agricultura protegida
Los agricultores de Danlí han empezado a trabajar con la agricultura protegida para reducir las enfermedades y plagas que afectan a sus cultivos.

### Compras locales
Las compras de productos locales incentivan la producción, reducen la contaminación y el coste del transporte, así preservando las especies naturales en lugar de utilizar productos transgénicos extranjeros.

### Inyección económica de 2014
En mayo de 2014, la Secretaría de Desarrollo Económico (SDE) informó de la disponibilidad de 1500 millones de lempiras para el sector agropecuario a tasas del 7.25% a un plazo de 15 años.